# 1. Fußball-Club Köln 01/07 1989-1990
Questa voce raccoglie le informazioni riguardanti il 1. Fußball-Club Köln 01/07 nelle competizioni ufficiali della stagione 1989-1990.

## Stagione
Nella stagione 1989-1990 il Colonia, allenato da Christoph Daum, concluse il campionato di Bundesliga al 2º posto. In Coppa di Germania il Colonia fu eliminato agli ottavi di finale dal Kaiserslautern. In Coppa UEFA il Colonia fu eliminato in semifinale dal Juventus.

## Rosa
| N. |                      | Ruolo | Calciatore        |
| -- | -------------------- | ----- | ----------------- |
| 3  | Germania (bandiera)  | D     | Karsten Baumann   |
| 6  | Germania (bandiera)  | C     | Olaf Janßen       |
|    | Germania (bandiera)  | P     | Volker Diergardt  |
|    | Germania (bandiera)  | P     | Bodo Illgner      |
|    | Germania (bandiera)  | P     | Rudolf Kargus     |
|    | Germania (bandiera)  | P     | Michael Kraft     |
|    | Germania (bandiera)  | D     | Hans-Georg Dreßen |
|    | Germania (bandiera)  | D     | Andreas Gielchen  |
|    | Norvegia (bandiera)  | D     | Anders Giske      |
|    | Germania (bandiera)  | D     | Alfons Higl       |
|    | Danimarca (bandiera) | D     | Jann Jensen       |
|    | Germania (bandiera)  | D     | Paul Steiner      |

| N. |                     | Ruolo | Calciatore        |
| -- | ------------------- | ----- | ----------------- |
|    | Germania (bandiera) | C     | Axel Britz        |
|    | Germania (bandiera) | C     | Jörg Gerlach      |
|    | Germania (bandiera) | C     | Armin Görtz       |
|    | Germania (bandiera) | C     | Falko Götz        |
|    | Germania (bandiera) | C     | Frank Greiner     |
|    | Germania (bandiera) | C     | Thomas Häßler     |
|    | Germania (bandiera) | C     | Pierre Littbarski |
|    | Polonia (bandiera)  | C     | Andrzej Rudy      |
|    | Germania (bandiera) | A     | Frank Ordenewitz  |
|    | Germania (bandiera) | A     | Uwe Rahn          |
|    | Germania (bandiera) | A     | Ralf Sturm        |

## Organigramma societario
Area tecnica
- Allenatore: Christoph Daum
- Allenatore in seconda: Roland Koch
- Preparatore dei portieri: Rolf Herings
- Preparatori atletici:

## Calciomercato

### Sessione estiva
| Acquisti | Acquisti          | Acquisti            | Acquisti |
| R.       | Nome              | da                  | Modalità |
| -------- | ----------------- | ------------------- | -------- |
| C        | Axel Britz        | Salmrohr            |          |
| P        | Volker Diergardt  | Rot-Weiss Essen     |          |
| D        | Hans-Georg Dreßen | Borussia M'gladbach |          |
| D        | Anders Giske      | Norimberga          |          |
| D        | Alfons Higl       | Friburgo            |          |
| A        | Frank Ordenewitz  | Werder Brema        |          |
| C        | Andrzej Rudy      | GKS Katowice        |          |
| D        | Uwe Schöler       | VfL Kirchheim/Teck  |          |

| Cessioni | Cessioni           | Cessioni      | Cessioni |
| R.       | Nome               | a             | Modalità |
| -------- | ------------------ | ------------- | -------- |
| A        | Flemming Povlsen   | PSV           |          |
| A        | Thomas Allofs      | Strasburgo    |          |
| D        | Matthias Hönerbach | Saarbrücken   |          |
| D        | Jürgen Kohler      | Bayern Monaco |          |

### Sessione invernale
| Acquisti | Acquisti | Acquisti | Acquisti |
| R.       | Nome     | da       | Modalità |
| -------- | -------- | -------- | -------- |

| Cessioni | Cessioni    | Cessioni        | Cessioni |
| R.       | Nome        | a               | Modalità |
| -------- | ----------- | --------------- | -------- |
| D        | Uwe Schöler | Preußen Münster |          |

## Risultati

### Bundesliga

#### Girone di andata
| Arbitro: | Schmidhuber |

|  |           |                 |
|  | Marcatori | 58’ (rig.) Rahn |

| Colonia 9 agosto 1989, ore 20:00 CEST 2ª giornata | Colonia | 0 – 0 referto | Stoccarda | Müngersdorfer Stadion (33 000 spett.)\| Arbitro: \| Mierswa \| |
| Arbitro:                                          | Mierswa |               |           |                                                                |

| Arbitro: | Scheuerer |

|                   |           |                                  |
| Witeczek 49’, 83’ | Marcatori | 19’ Povlsen 73’ Janßen 74’ Görtz |

| Arbitro: | Albrecht |

|                                         |           |              |
| Rahn 51’, 67’ Littbarski 54’ Häßler 55’ | Marcatori | 88’ Hartmann |

| Arbitro: | Wiesel |

|                                                     |           |          |
| Wohlfarth 17’ Thon 31’, 82’ (rig.), 85’ Dorfner 61’ | Marcatori | 68’ Götz |

| Arbitro: | Boos |

|                |           |                 |
| Ordenewitz 40’ | Marcatori | 70’ (rig.) Kree |

| Arbitro: | Tritschler |

|           |           |          |
| Manzi 84’ | Marcatori | 70’ Götz |

| Arbitro: | Strigel |

|                                       |           |               |
| Littbarski 8’, 69’ Rahn 14’ Sturm 84’ | Marcatori | 78’, 86’ Bode |

| Dortmund 16 settembre 1989, ore 15:30 CEST 9ª giornata | Borussia Dortmund | 0 – 0 referto | Colonia | Westfalenstadion (47 800 spett.)\| Arbitro: \| Amerell \| |
| Arbitro:                                               | Amerell           |               |         |                                                           |

| Arbitro: | Steinborn |

|                           |           |          |
| Littbarski 80’ Häßler 89’ | Marcatori | 63’ Kuhn |

| Arbitro: | Heitmann |

|  |           |                         |
|  | Marcatori | 63’ Götz 78’ Littbarski |

| Arbitro: | Fröhlich |

|          |           |  |
| Rahn 51’ | Marcatori |  |

| Karlsruhe 14 ottobre 1989, ore 15:30 CET 13ª giornata | Karlsruhe | 0 – 0 referto | Colonia | Wildparkstadion (20 000 spett.)\| Arbitro: \| Barnick \| |
| Arbitro:                                              | Barnick   |               |         |                                                          |

| Arbitro: | Dellwing |

|           |           |                         |
| Sturm 38’ | Marcatori | 76’, 88’ Walz 82’ Fuchs |

| Arbitro: | Harder |

|                           |           |                                |
| Schindler 20’ Freiler 57’ | Marcatori | 14’ Häßler 30’ Sturm 32’ Giske |

| Arbitro: | Wittke |

|  |           |                       |
|  | Marcatori | 21’ Greiner 50’ Görtz |

| Arbitro: | Föckler |

|                                    |           |                                                    |
| Häßler 10’ Rahn 24’ Littbarski 64’ | Marcatori | 7’, 12’, 90’ Eckstein 50’ Falkenmayer 62’ Andersen |

#### Girone di ritorno
| Arbitro: | Pauly |

|                     |           |  |
| Janßen 38’ Rudy 47’ | Marcatori |  |

| Arbitro: | Wiesel |

|                                        |           |           |
| Greiner 2’ (aut.) Walter 67’ Kastl 73’ | Marcatori | 90’ Sturm |

| Arbitro: | Heitmann |

|  |           |           |
|  | Marcatori | 33’ Reich |

| Arbitro: | Osmers |

|            |           |                                 |
| Dooley 58’ | Marcatori | 24’ Sturm 65’ (rig.) Littbarski |

| Arbitro: | Theobald |

|          |           |          |
| Sturm 4’ | Marcatori | 55’ Kögl |

| Arbitro: | Schmidhuber |

|  |           |                      |
|  | Marcatori | 4’ Janßen 33’ Häßler |

| Arbitro: | Werner |

|          |           |  |
| Götz 67’ | Marcatori |  |

| Arbitro: | Muhmenthaler |

|                                         |           |  |
| Riedle 25’, 73’ Votava 31’ Neubarth 37’ | Marcatori |  |

| Arbitro: | Wiesel |

|            |           |            |
| Häßler 46’ | Marcatori | 7’ MacLeod |

| Arbitro: | Barnick |

|                    |           |           |
| Dittwar 17’ (rig.) | Marcatori | 23’ Görtz |

| Arbitro: | Fux |

|                                        |           |  |
| Effenberg 17’ (aut.) Götz 64’ Rudy 83’ | Marcatori |  |

| Arbitro: | Mierswa |

|  |           |                       |
|  | Marcatori | 76’ (rig.) Ordenewitz |

| Arbitro: | Umbach |

|  |           |                                                       |
|  | Marcatori | 16’ Schmidt 40’, 66’ Schütterle 63’ Bogdan 90’ Scholl |

| Arbitro: | Osmers |

|            |           |           |
| Werner 13’ | Marcatori | 26’ Sturm |

| Arbitro: | Kriegelstein |

|                                                       |           |  |
| Götz 4’, 52’, 65’, 72’ Sturm 8’ Littbarski 63’ (rig.) | Marcatori |  |

| Arbitro: | Strigel |

|                         |           |  |
| Ordenewitz 42’ Götz 72’ | Marcatori |  |

| Arbitro: | Albrecht |

|                                |           |          |
| Bein 77’ Binz 88’ Andersen 90’ | Marcatori | 29’ Götz |

### Coppa di Germania
| Arbitro: | Wippermann |

|  |           |                                     |
|  | Marcatori | 13’ Ordenewitz 37’ Götz 88’ Greiner |

| Arbitro: | Diekert |

|                          |           |                                      |
| Stoecking 41’ Gilica 43’ | Marcatori | 7’ Littbarski 30’, 36’ Rahn 59’ Götz |

| Arbitro: | Scheuerer |

|                    |           |                  |
| Kuntz 11’ Roos 73’ | Marcatori | 90’ (aut.) Kuntz |

### Coppa UEFA
| Arbitro: | Ritchie |

|                                         |           |          |
| Götz 8’, 56’, 61’ Littbarski 73’ (rig.) | Marcatori | 21’ Hipp |

| Arbitro: | Komadinic |

|  |           |          |
|  | Marcatori | 33’ Higl |

| Arbitro: | Spillane |

|                                    |           |              |
| Sturm 33’ Görtz 40’ Ordenewitz 71’ | Marcatori | 31’ Čerenkov |

| Mosca (Russia) 31 ottobre 1989 Secondo turno | Spartak Mosca | 0 – 0 referto | Colonia | Stadio Lenin (50 000 spett.)\| Arbitro: \| Presberg \| |
| Arbitro:                                     | Presberg      |               |         |                                                        |

| Arbitro: | Biguet |

|                    |           |  |
| Savićević 76’, 80’ | Marcatori |  |

| Arbitro: | Marko |

|                              |           |  |
| Götz 59’, 83’ Ordenewitz 90’ | Marcatori |  |

| Arbitro: | Midgley |

|                         |           |  |
| Littbarski 2’ Giske 53’ | Marcatori |  |

| Anversa 21 marzo 1990 Quarti di finale | Anversa | 0 – 0 referto | Colonia | Bosuilstadion (18 000 spett.)\| Arbitro: \| Aladrén \| |
| Arbitro:                               | Aladrén |               |         |                                                        |

| Arbitro: | Kohl |

|                                         |           |                    |
| Barros 22’ Higl 45’ (aut.) Marocchi 53’ | Marcatori | 80’ Götz 90’ Sturm |

| Colonia 17 aprile 1990 Semifinale | Colonia  | 0 – 0 referto | Juventus | Müngersdorfer Stadion (51 000 spett.)\| Arbitro: \| Petrović \| |
| Arbitro:                          | Petrović |               |          |                                                                 |

## Statistiche

### Statistiche di squadra
| Competizione      | Punti | In casa | In casa | In casa | In casa | In casa | In casa | In trasferta | In trasferta | In trasferta | In trasferta | In trasferta | In trasferta | Totale | Totale | Totale | Totale | Totale | Totale | DR  |
| Competizione      | Punti | G       | V       | N       | P       | Gf      | Gs      | G            | V            | N            | P            | Gf           | Gs           | G      | V      | N      | P      | Gf     | Gs     | DR  |
| ----------------- | ----- | ------- | ------- | ------- | ------- | ------- | ------- | ------------ | ------------ | ------------ | ------------ | ------------ | ------------ | ------ | ------ | ------ | ------ | ------ | ------ | --- |
| Bundesliga        | 43    | 17      | 9       | 4       | 4       | 32      | 21      | 17           | 8            | 5            | 4            | 22           | 23           | 34     | 17     | 9      | 8      | 54     | 44     | +10 |
| Coppa di Germania | -     | 0       | 0       | 0       | 0       | 0       | 0       | 3            | 2            | 0            | 1            | 8            | 4            | 3      | 2      | 0      | 1      | 8      | 4      | +4  |
| Coppa UEFA        | -     | 5       | 4       | 1       | 0       | 12      | 2       | 5            | 1            | 2            | 2            | 3            | 5            | 10     | 5      | 3      | 2      | 15     | 7      | +8  |
| Totale            | 43    | 22      | 13      | 5       | 4       | 44      | 23      | 25           | 11           | 7            | 7            | 33           | 32           | 47     | 24     | 12     | 11     | 77     | 55     | +22 |

### Andamento in campionato
| Giornata  | 1 | 2 | 3 | 4 | 5 | 6 | 7 | 8 | 9 | 10 | 11 | 12 | 13 | 14 | 15 | 16 | 17 | 18 | 19 | 20 | 21 | 22 | 23 | 24 | 25 | 26 | 27 | 28 | 29 | 30 | 31 | 32 | 33 | 34 |
| --------- | - | - | - | - | - | - | - | - | - | -- | -- | -- | -- | -- | -- | -- | -- | -- | -- | -- | -- | -- | -- | -- | -- | -- | -- | -- | -- | -- | -- | -- | -- | -- |
| Luogo     | T | C | T | C | T | C | T | C | T | C  | T  | C  | T  | C  | T  | T  | C  | C  | T  | C  | T  | C  | T  | C  | T  | C  | T  | C  | T  | C  | T  | C  | C  | T  |
| Risultato | V | N | V | V | P | N | N | V | N | V  | V  | V  | N  | P  | V  | V  | P  | V  | P  | P  | V  | N  | V  | V  | P  | N  | N  | V  | V  | P  | N  | V  | V  | P  |
| Posizione | 6 | 7 | 4 | 2 | 3 | 3 | 5 | 2 | 4 | 3  | 2  | 1  | 2  | 3  | 3  | 1  | 3  | 1  | 4  | 4  | 4  | 4  | 3  | 3  | 4  | 3  | 3  | 3  | 3  | 4  | 3  | 2  | 2  | 2  |

Legenda:

Luogo: C = Casa; T = Trasferta. Risultato: V = Vittoria; N = Pareggio; P = Sconfitta.

### Statistiche dei giocatori
| Giocatore     | Bundesliga | Bundesliga | Bundesliga  | Bundesliga | Coppa di Germania | Coppa di Germania | Coppa di Germania | Coppa di Germania | Coppa UEFA | Coppa UEFA | Coppa UEFA  | Coppa UEFA | Totale   | Totale | Totale      | Totale     |
| Giocatore     | Presenze   | Reti       | Ammonizioni | Espulsioni | Presenze          | Reti              | Ammonizioni       | Espulsioni        | Presenze   | Reti       | Ammonizioni | Espulsioni | Presenze | Reti   | Ammonizioni | Espulsioni |
| ------------- | ---------- | ---------- | ----------- | ---------- | ----------------- | ----------------- | ----------------- | ----------------- | ---------- | ---------- | ----------- | ---------- | -------- | ------ | ----------- | ---------- |
| K. Baumann    | 0          | 0          | 0           | 0          | 0                 | 0                 | 0                 | 0                 | 0          | 0          | 0           | 0          | 0        | 0      | 0           | 0          |
| A. Britz      | 4          | 0          | 2           | 0          | 1                 | 0                 | 0                 | 0                 | 1          | 0          | 0           | 0          | 6        | 0      | 2           | 0          |
| V. Diergardt  | 0          | 0          | 0           | 0          | 0                 | 0                 | 0                 | 0                 | 0          | 0          | 0           | 0          | 0        | 0      | 0           | 0          |
| H. Dreßen     | 17         | 0          | 4           | 0          | 0                 | 0                 | 0                 | 0                 | 3          | 0          | 0           | 0          | 20       | 0      | 4           | 0          |
| J. Gerlach    | 1          | 0          | 0           | 0          | 0                 | 0                 | 0                 | 0                 | 0          | 0          | 0           | 0          | 1        | 0      | 0           | 0          |
| A. Gielchen   | 11         | 0          | 1           | 0          | 1                 | 0                 | 0                 | 0                 | 3          | 0          | 0           | 0          | 15       | 0      | 1           | 0          |
| A. Giske      | 29         | 1          | 3           | 0          | 2                 | 0                 | 0                 | 0                 | 9          | 1          | 0           | 0          | 40       | 2      | 3           | 0          |
| F. Greiner    | 20         | 1          | 8           | 0          | 3                 | 1                 | 0                 | 0                 | 8          | 0          | 0           | 0          | 31       | 2      | 8           | 0          |
| A. Görtz      | 27         | 3          | 5           | 1          | 3                 | 0                 | 1                 | 0                 | 8          | 1          | 0           | 0          | 38       | 4      | 6           | 1          |
| F. Götz       | 33         | 11         | 4           | 0          | 3                 | 2                 | 0                 | 0                 | 10         | 6          | 0           | 0          | 46       | 19     | 4           | 0          |
| A. Higl       | 30         | 0          | 5           | 0          | 3                 | 0                 | 0                 | 0                 | 9          | 1          | 0           | 0          | 42       | 1      | 5           | 0          |
| T. Häßler     | 34         | 6          | 1           | 0          | 3                 | 0                 | 0                 | 0                 | 10         | 0          | 0           | 0          | 47       | 6      | 1           | 0          |
| B. Illgner    | 34         | 0          | 2           | 0          | 3                 | 0                 | 0                 | 0                 | 10         | 0          | 0           | 0          | 47       | 0      | 2           | 0          |
| O. Janßen     | 27         | 3          | 7           | 1          | 1                 | 0                 | 0                 | 0                 | 10         | 0          | 1           | 0          | 38       | 3      | 8           | 1          |
| J. Jensen     | 7          | 0          | 2           | 0          | 1                 | 0                 | 0                 | 0                 | 3          | 0          | 0           | 0          | 11       | 0      | 2           | 0          |
| R. Kargus     | 0          | 0          | 0           | 0          | 0                 | 0                 | 0                 | 0                 | 0          | 0          | 0           | 0          | 0        | 0      | 0           | 0          |
| M. Kraft      | 0          | 0          | 0           | 0          | 0                 | 0                 | 0                 | 0                 | 0          | 0          | 0           | 0          | 0        | 0      | 0           | 0          |
| P. Littbarski | 34         | 8          | 3           | 0          | 3                 | 1                 | 1                 | 0                 | 9          | 2          | 0           | 0          | 46       | 11     | 4           | 0          |
| F. Ordenewitz | 30         | 3          | 5           | 0          | 3                 | 1                 | 1                 | 0                 | 8          | 2          | 0           | 0          | 41       | 6      | 6           | 0          |
| F. Povlsen    | 3          | 1          | 0           | 0          | 0                 | 0                 | 0                 | 0                 | 0          | 0          | 0           | 0          | 3        | 1      | 0           | 0          |
| U. Rahn       | 23         | 6          | 0           | 0          | 2                 | 2                 | 1                 | 0                 | 7          | 0          | 0           | 1          | 32       | 8      | 1           | 1          |
| A. Rudy       | 18         | 2          | 4           | 0          | 1                 | 0                 | 0                 | 0                 | 4          | 0          | 0           | 0          | 23       | 2      | 4           | 0          |
| P. Steiner    | 30         | 0          | 9           | 0          | 3                 | 0                 | 1                 | 0                 | 8          | 0          | 1           | 0          | 41       | 0      | 11          | 0          |
| R. Sturm      | 25         | 8          | 1           | 0          | 2                 | 0                 | 0                 | 0                 | 9          | 2          | 0           | 0          | 36       | 10     | 1           | 0          |